# Уанат
Уанат (осет. Уанат , груз. ვანათი — Ванати) — село в Закавказье, расположено в Цхинвальском районе Южной Осетии, фактически контролирующей село; согласно юрисдикции Грузии — в Горийском муниципалитете.
Центр Уанатской сельской администрации в РЮО.
Село находится на реке Малая Лиахва к северу от села Дменис.

## Население
Село до 1990-х годов было населено грузинами (60 % или 320 чел. по переписи 1989 года из 533 жителя) и осетинами (40 % или 213 чел.), затем до августа 2008 года — в основном грузинами.
По переписи 2002 года (проведённой властями Грузии, контролировавшей часть Цхинвальского района на момент проведения переписи) в селе жило 361 человек, из них 87 % — грузины.
Перепись населения 2015 года (проведённая властями Южной Осетии) зафиксировала в селе 26 жителей.

## История
В июле 2004 года, по данным грузинской стороны, южно-осетинское вооружённое формирование (имеющее в составе до 200 человек) разоружило и захватило в заложники 35 солдат грузинского батальона ССПМ, находившихся в селе.
В разгар южноосетинского конфликта село было под контролем Грузии. После ухода грузинских войск многие домовладения без контроля МВД РЮО были подвергнуты сожжению. После Августа 2008 года село находится под контролем властей РЮО.

## Топографические карты
- Лист карты K-38-65 Ленингори. Масштаб: 1 : 100 000. Издание 1979 г.